# Democrata Futebol Clube
Il Democrata Futebol Clube, meglio noto come Democrata de Sete Lagoas, Democrata-SL, o semplicemente come Democrata, è una società calcistica brasiliana con sede nella città di Sete Lagoas, nello stato del Minas Gerais.

## Storia
La gente che frequentava il popolare Bar Chique voleva che fosse fondata una squadra di calcio nella città. Ci furono alcuni incontri dal 9 giugno al 13 giugno 1914, per discutere il concetto. Il gruppo programmò un incontro per il giorno seguente per decidere i dettagli di fondazione. Il club è stato fondato il 14 giugno dello stesso anno col nome di Democrata Futebol Clube. Il primo presidente del club fu Francisco Wanderley Azevedo.
Il Democrata ha giocato la sua prima partita il 6 settembre 1914, contro un altro club dello stato del Minas Gerais. Vinse contro l'Ordem e Progresso di Matozinhos con il risultato di 4-1.

## Palmarès

### Altri piazzamenti
- Campionato Mineiro:

Secondo posto: 1955, 1957, 1963